# Geotria australis
La lamprea de la bolsa o de boca ancha (Geotria australis) es una especie de pez agnato del orden Petromyzontiformes, la única de la familia Geotriidae y una de las dos que componen el género Geotria.

## Descripción
Los adultos de esta especie poseen un cuerpo delgado y alargado, de hasta 60 centímetros de largo, con dos aletas dorsales hacia caudal en la espalda. La piel es de color plateado con franjas azul-verdosas en el aspecto dorsal durante la fase marina, que luego se torna marrón debido al depósitos de biliverdina cuando vuelve a los ríos a desovar. Los ojos de los adultos son relativamente pequeños, y están situados lateralmente en cráneo. Durante la maduración sexual, individuos de ambos sexos desarrollan una bolsa situada en la parte ventral de la cabeza, bajo los ojos, que está especialmente desarrollada en los machos y cuya función es desconocida. Sin embargo, se piensa que podría tener una función similar a la bolsa de las lampreas del hemisferio norte, la cual es de un menor tamaño y posiblemente es utilizada en la época reproductiva para mover piedras en el lecho de los ríos durante la construcción del nido.
La lamprea de la bolsa cuenta con un característico ciclo de vida, similar al de otras especies de lampreas parásitas que tienen un ciclo de vida anádromo. El ciclo de vida comienza con una fase larval, donde las larvas viven enterradas en los sedimentos de los ríos por aproximadamente cuatro años. Las larvas tienen unos ojos rudimentarios y son de color marrón, presentando un aparato bucal especializado que les permite filtrar su alimento que consiste principalmente en microorganismos. Al final de la fase larval, la lamprea de la bolsa sufre una metamorfosis que dura aproximadamente seis meses, donde cambia notablemente de aspecto a un color plateado con dos franjas longitudinales de color azul-verdoso en el aspecto dorsal. Uno de los cambios más evidentes durante la metamorfosis es el desarrollo de los ojos, acompañado de un notable desarrollo del sistema nervioso central. Luego, esta lamprea migra hacia el mar, donde se alimenta parasíticamente de peces teleósteos, para luego volver a los ríos de agua dulce a reproducirse. La lamprea de bolsa demora hasta 18 meses en alcanzar la maduración sexual antes del desove y muere poco después de desovar.

## Distribución y hábitat
Geotria australis sólo se encuentra en el hemisferio sur, extendida en los océanos Índico y Pacífico y en las costas de Australia, Chile y Nueva Zelanda. También puede ser encontrada en los ríos durante su fase larval y reproductiva.